# シュド・カラベル
SE210　シュド・カラベル
シュド・カラベル10B　エールフランス機
- 用途：旅客機
- 分類：短・中距離用ジェット旅客機
- 設計者：シュド・エスト社
- 製造者：シュド・エスト社―シュド・アビアシオン社
- 運用者：エールフランス、スカンジナビア航空　他多数
- 初飛行：1955年5月27日
- 生産数：279機
- 生産開始：1956年
- 運用開始：1958年

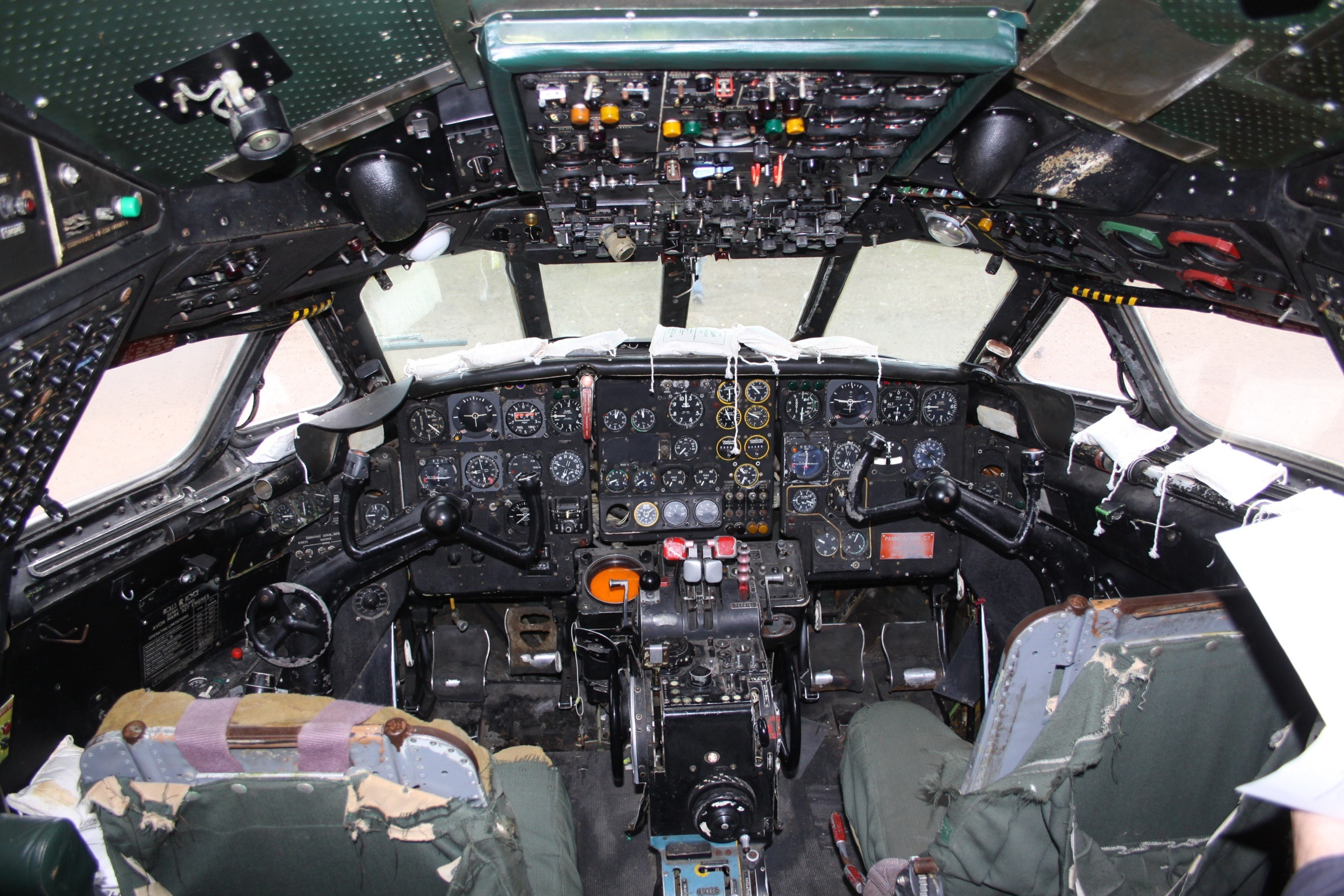
シュド・カラベルのコックピット

シュド・カラベル （SE 210 Caravelle）は、フランスのシュド・エストが開発製造した西側諸国初の短中距離路線向けジェット旅客機である。機体名称は帆船の一形式であるキャラベル船に由来している。1957年のシュド・アビアシオン設立により大半の機体はシュド・アビアシオンにより製造された。
斬新なリアエンジン形式と十字尾翼を先駆けて実用化し、多くの追従者を生んだだけでなく、ジェット旅客機として初めて商業的成功を収めた。1958年の就航後は世界各国で用いられ、中には21世紀まで運用された機体もあった。

## 開発
1951年10月12日にフランス航空局民間資材調達委員会は、自国の航空機メーカーに短中距離用ジェット旅客機の仕様書を公開した。要求性能は、航続距離2,000 km、巡航速度600 km/h前後、55 - 65人の乗客と1,000 kgの貨物を同時に運ぶというもので、このカテゴリに該当するジェット旅客機は既に、1946年以降様々な基礎研究が各社独自に進められていたものの、第二次世界大戦中のドイツによる占領中に航空機開発を禁じられていた同国の航空業界は、構想するばかりで即座にそれを実用化する技術・体力が未だ備わっていなかった。

シャルル・ド・ゴール大統領による工場視察

このコンテストに各社から計20もの応答があった。過渡的なターボプロップよりもターボジェットが早期から有力視され、またエンジン数については自由だったため、双発から中には5発というプランまで存在した。ナショナリズム的にも、同国で戦後出発した国営航空原動機製作所(Société nationale d'étude et de construction de moteurs d'aviation = SNECMA)が開発中だった「アター」の3発案が推されたが、実績不足が懸念され、ロールス・ロイス「エイヴォン」が満足すべき推力を発揮したことから、より簡潔なエイヴォンを双発装備する案で固められた。
1952年3月28日の委員会では、ユレル・デュボア航空機製造(Société de construction des avions Hurel-Dubois) HD-45、シュド・ウエスト（国営南西航空機製作所）(Société nationale des constructions aéronautiques du sud-ouest = SNACASO) SO-60、シュド・エスト（国営南東航空機製作所）(Société nationale des constructions aéronautiques du sud-est = SNACASE) X-210、以上3社の案から、エイヴォン双発リアマウント型の SNCASE X-210 計画が選定され、詳細設計開始が命じられた。そして2ヵ月後の正式認可を受けて、政府援助の下で開発に着手した。

## 就航

### 初飛行

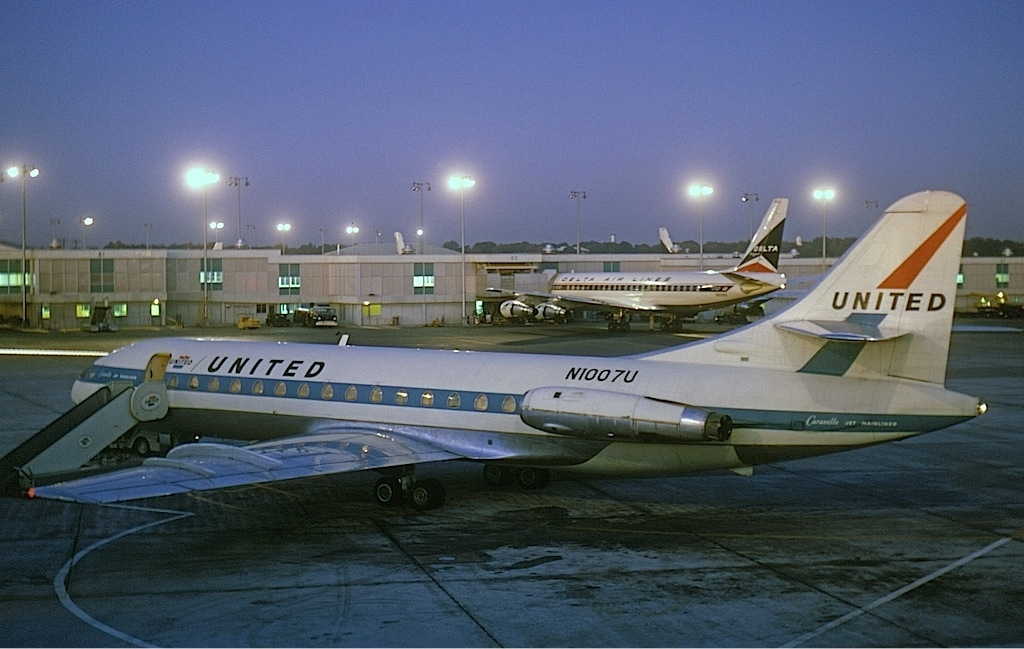
ユナイテッド航空のシュド・カラベル

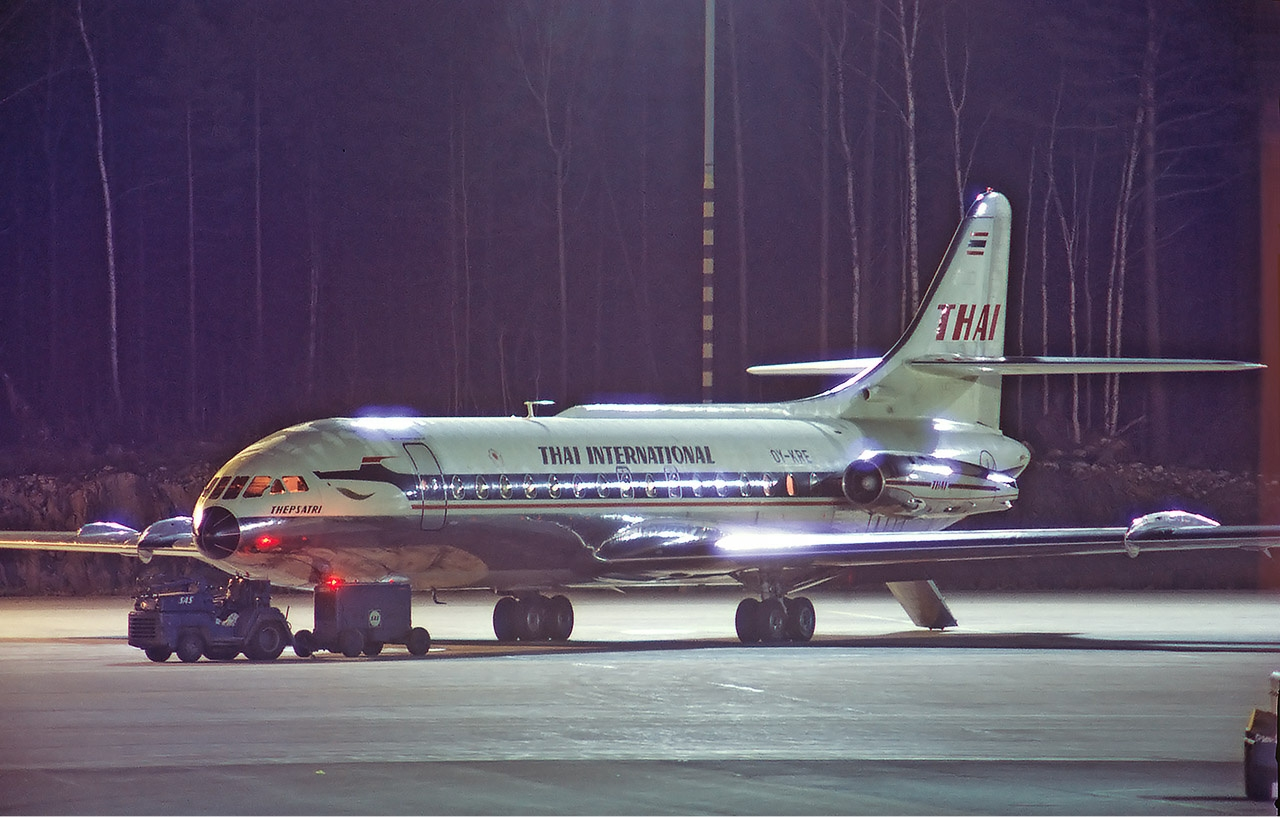
タイ国際航空のシュド・カラベル

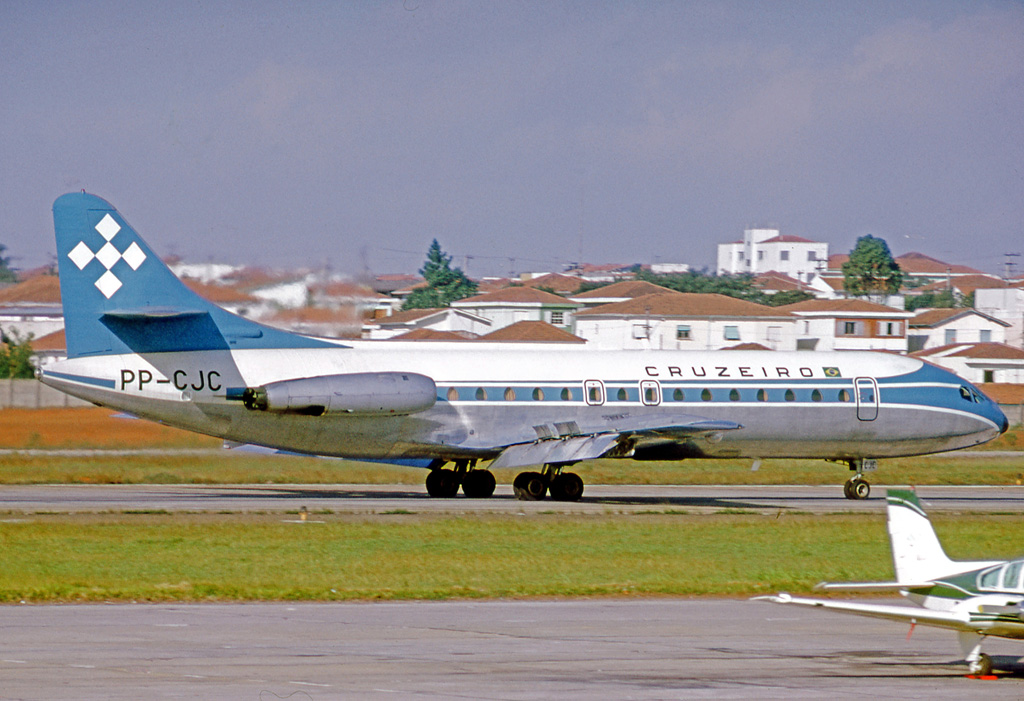
クルゼイロ航空のシュド・カラベル

開発費用軽減と設計期間短縮を図るため、先に進空したデ・ハビランド DH.106 コメットから流用できる技術は極力流用し、早くも1955年4月21日にロールアウト、5月27日には初飛行した。
カラベルの開発中にコメットは連続墜落事故に見舞われるが、事故調査で得られた知見から、応力分散とフェイルセーフ思想が盛り込まれ、「おむすび」に例えられた、独特の角を丸めた三角形の客室窓が生まれた。試作1号機にはカーゴドアがあり、最初から貨客混載が意識されていた。

### 成功
試作機の成功を見て、翌1956年に先ずエールフランス、次いでスカンジナビア航空からの受注があったが、ジェット・パイロットの養成と共に実用化に当っては慎重が期され、就航は1958年5月にずれ込んだ。
その後はユナイテッド航空など、アメリカの大手航空会社に採用された上に、フランスの元植民地であるベトナムやラオス、カンボジアの国営航空会社で相次いで採用されるなど、実力とともに政治力をフルに駆使して営業活動を行った。
また、ヴァリグブラジル航空がリオ・デ・ジャネイロ - ニューヨーク線に、タイ国際航空がバンコク - 東京線やバンコク - ストックホルム線に就航させるなど、当初想定されていた中短距離路線のみならず、給油のために複数の経由地を経るものの、洋上飛行を含む長距離路線に就航させるという使い方もされた。
これらの事を受けて、当初損益分岐点は200機に設定されていたが、オーストラリアを除くすべての大陸の主要航空会社からの発注を受けて、全タイプ通算で279機を生産するヒット作になり、メーカーにとってもエアラインにとっても、世界で初めて明確に利益を出した中短距離用ジェット旅客機として評価されている。

### 生産中止
ダッソー メルキュールの生産開始を受けて1972年に生産が中止されたものの、その後も世界各国の航空会社で使用され続けた。1980年代には最初のユーザーの定期航路からはほぼ退役したものの、その後もヨーロッパ諸国やアフリカ諸国のみならず、南北アメリカ諸国の中古で購入したユーザーの元で使用され続けた。

### 退役
「World Airline Fleets News」誌 2004年9月号に、ルワンダのギセニ空港へ進入中の 11R 型（登録記号3DKIK）が墜落したため、最後まで就航していたカラベルが失われた旨の短信が掲載された。この機体は以前登録記号3D-SEPとして、ゴンゴの地域航空会社コンゴエクスプレスが国内線として使用していた機体で、1999年当時の動画がyoutubeのJustplanesに残っている。
しかし同誌2005年5月の「カラベル50歳」と銘打った特集記事では、コンゴ民主共和国の首都キンシャサ在の Waltair Aviation が、2機のカラベルを現用中と報じている。何れにしても初飛行から半世紀を経た21世紀まで、カラベルがアフリカの空を飛んでいた事は間違いないようである。

## 機体

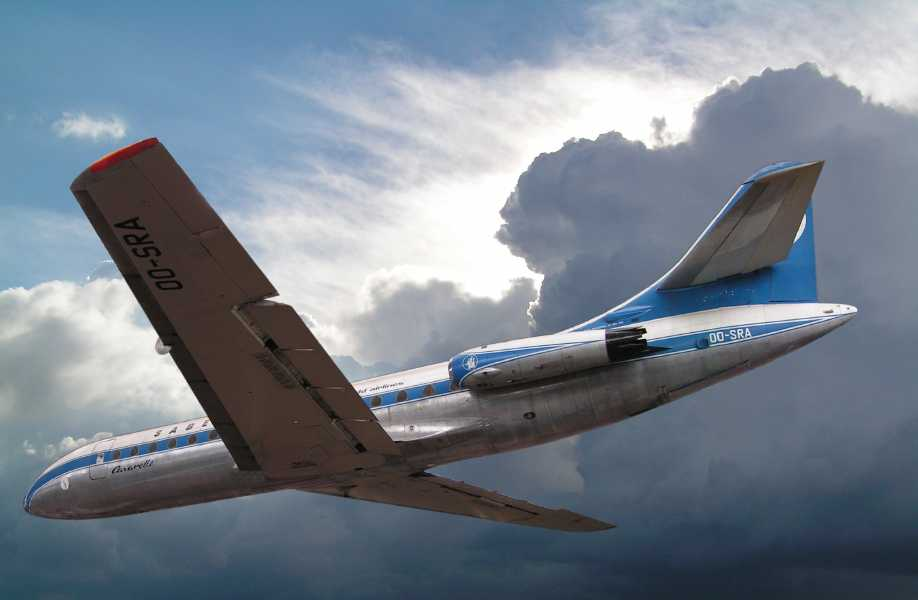
後下方からのシュド・カラベルVI-N　機体デザインとエンジン配置がよく解るショット　サベナ・ベルギー航空の機体

開発費用と設計期間の軽減のため、国産に拘わらず実績あるイギリス製ターボジェットエンジンを敢えて採用し、機首と胴体、操縦系を含む運航システムの殆どは、就航済だった世界初のジェット旅客機コメットから丸々流用する、実利優先の大胆な手法が採られた。その一方で、尾翼付近の胴体後部に双発を配置する革新的な方式を初採用し、後代の旅客機に多大な技術思想的影響を与えたのみならず、膨大な特許料収入（同種の機体が多いソ連からも徴収した）は、同社に留まらずフランスの国家財政さえ潤したという。
独創的なハイマウント・リアエンジン形式には、一般的な主翼下パイロン吊り下げ方式に比べ、以下の利点がある。
- 主翼に障害物がなく、全幅に渡って高揚力装置が取付られ、離着陸性能が向上する（いわゆるプレーン・ウィング）
- 降着装置の脚長が短縮でき、地上高が下げられ、機載タラップのみで短時間に乗降できる
- 未整地でもエンジンに異物を吸い込みにくく、逆噴射時や単発故障時のトリム変化が最少
- 高く十字型に配置された水平尾翼は、主翼から剥離した乱流の影響を受けにくく、高仰角での離着陸が可能になり、滑走路が短くて済む

これらの特徴は総て、当時広大な植民地を有していた、フランスの国情に適うものであった。
下方視界の確保と機体強度の確保を両立した三角形（おむすびに例えられた）の客窓を持っていたのも特徴である。また、ツポレフTu-104などと同じく、着陸時にドラッグシュート（減速用パラシュート）を使用するオプションも用意された。

## 派生型
カラベル I
最初の生産型で、胴体が試作機から1.4 m ストレッチされた。エールフランス、スカンジナビア航空、エールアルジェ、ヴァリグ・ブラジル航空向けに20機製造。ヴァリグ機の内1機はシュド社にリースバックされ、エールベトナムに転用された。
カラベル IA
I から更に50cmストレッチされ、エンジン強化に伴い最大離陸重量も増加された。12機製造。
- 速度: 746 km/h
- 乗客: 60 - 80
- 航続距離: 1,500 km

カラベル III
エンジン再強化型。ペイロードが増加し、製造数もシリーズ中最多の78機。初期生産型32機中31機がこのモデルに改修された。
- 速度: 805 km/h
- 乗客: 64 - 80
- 航続距離: 1,700 km

カラベル VI-N
更なるパワーアップ型で、53機製造。III の内5機がこの仕様にアップデートされた。
- 速度: 825 km/h
- 航続距離: 2,500 km

カラベル VI-R
逆噴射装置とグラウンドスポイラー、アンチスキッドブレーキ等を装備し、運用上柔軟性が増した。56機中20機はユナイテッド航空に納入された。
カラベル VII
ゼネラル・エレクトリックが III を購入し、自社製 CJ-805-23（コンベア990に同じ）に換装した試作機。トランス・ワールド航空が興味を示したが、マクドネル・ダグラス DC-9に受注を奪われた。
カラベル 10A(以降「シュペール・カラベル」とも）
胴体が1 mストレッチされて最大104席となり、主翼と尾翼も全面的に改設計され一回り大型化した。APU 標準装備に伴い操縦系統も刷新されるなど、北米市場の需要に応じた様々な改修が加えられたが、イギリス製エンジンでは販拡上問題があり、試作1機だけでキャンセルされた。
カラベル 10B
10A をJT8D ターボファンエンジン（DC-9, 737に同じ）に換装したモデルで、1964年より22機が作られた。
カラベル 10R
VI-R に準じた短胴型で、シリーズ中最もパワフル、かつ最長航続距離になった。1965年から20機製造。
カラベル 11R
10 の胴体を1 m ストレッチし、カーゴドアを設けた貨客混載型。1967年より6機製造。
カラベル 12
10B の胴体を3.2 m ストレッチした最終型。JT8D の新型を搭載。客室はオールエコノミー仕様で140席にまで拡大し、主に近距離チャーター路線に用いられた。12機製造され、1996年まで欧州域内で、少なくとも2004年までアフリカで就航。
- 速度: 800 km/h
- 乗客: 128 - 139
- 航続距離: 1,600 km

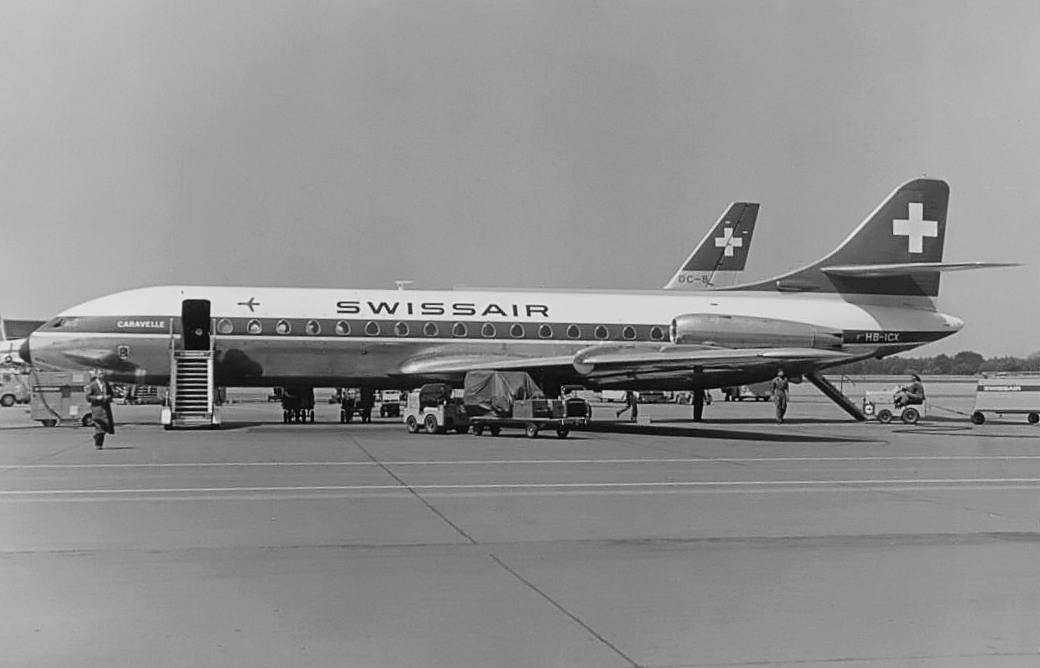
スイス航空のカラベルIII
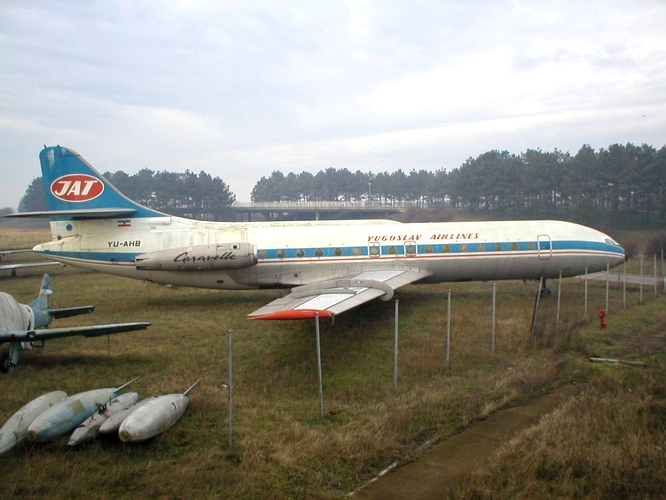
ユーゴスラビア航空のカラベルVI-N
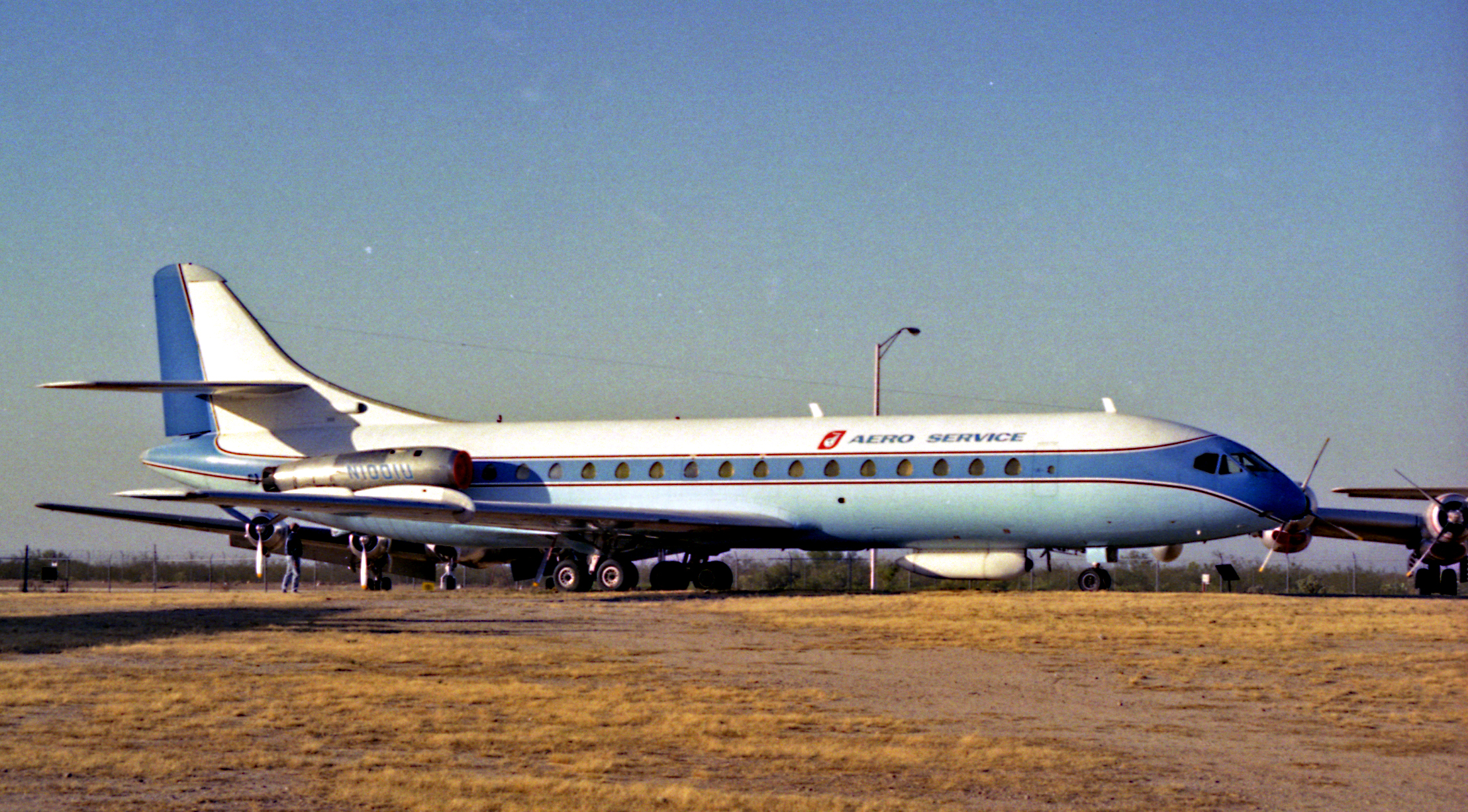
カラベルVI-R　アメリカ　アリゾナ州のピマ航空宇宙博物館の展示機

SST シュペール・カラベル
カラベルの超音速機化構想。計画当初から全く別の機体で、後にカラベル同様に国際共同開発のコンコルドへと発展した。従ってコンコルドの操縦席周りの印象がコメット、カラベルと似ているのは、設計思想に繋がりがあるからであり、偶然の一致ではない。

## 主なオペレーター

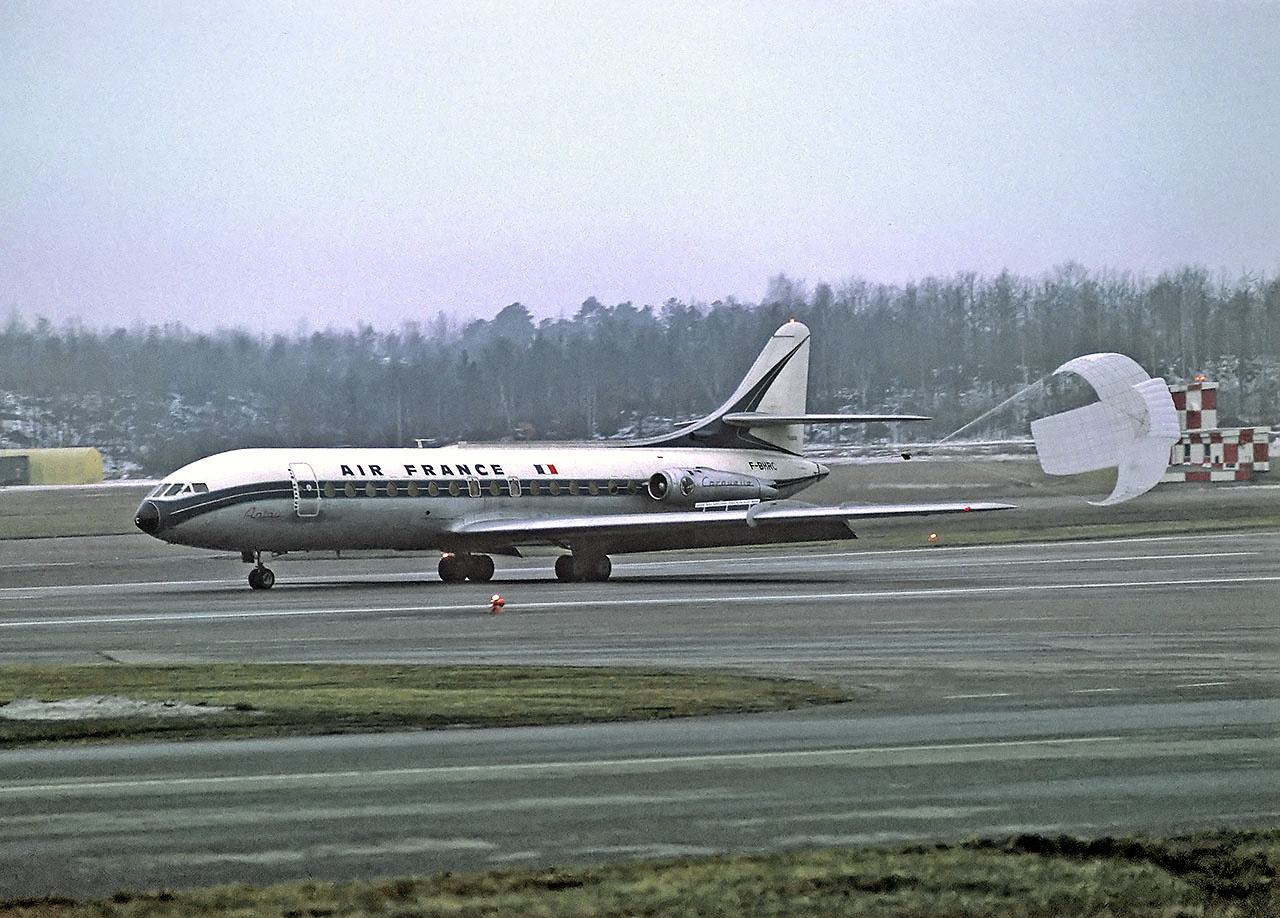
ドラッグシュートを利用して減速するエールフランスのカラベル

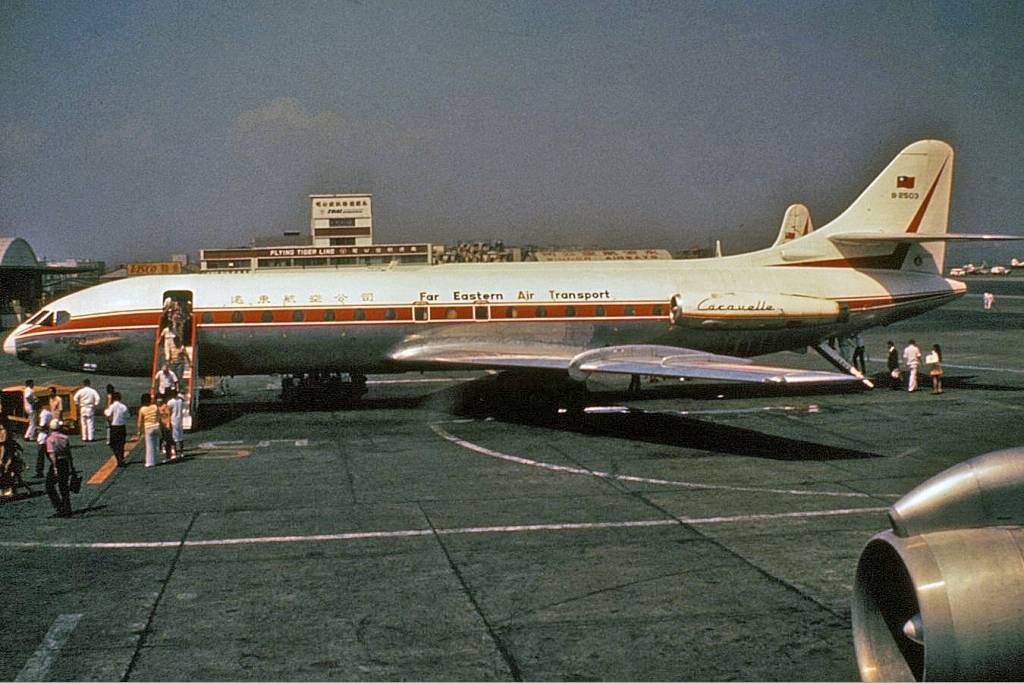
遠東航空のカラベル

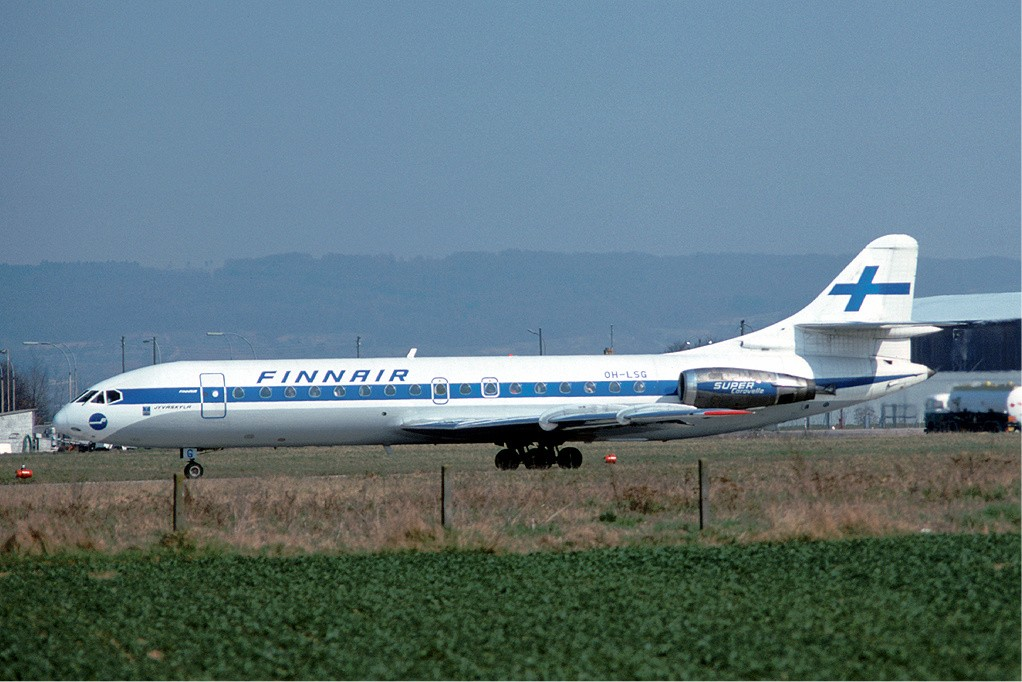
フィンエアーのカラベル

### 航空会社
- エールフランス
- エールアンテール
- サベナ航空
- スイス航空
- アリタリア航空
- スカンジナビア航空
- フィンエアー
- チャイナエアライン
- 遠東航空
- エア・ベトナム
- ラオス王立航空
- タイ国際航空
- ユナイテッド航空
- エアボーン・エクスプレス
- ヴァリグ・ブラジル航空
- クルゼイロ航空
- エールアフリク
- リビア航空

### 軍および政府
- フランス空軍
- チャド政府
- ガボン政府
- スウェーデン国防電波局 - 旧スカンジナビア航空のカラベルIII 2機をシギント機に改造し、Tp85の名称で1998年まで運用していた。

## 日本におけるカラベル
カラベルは1960年代前半に、日本国内航空などの航空会社により、国内線用機材として検討されたことはあったが、結局日本の航空会社には採用されなかった。しかし、中華航空、タイ国際航空などが日本路線用に使用していたため、日本でも1970年代初頭まで羽田空港や伊丹空港に飛来するカラベルを目にする機会は多く、ボーイング707と同様に日本の航空会社で使用されていない割には有名な機体であった。

## 諸元
数値は カラベル12 のもの
- 全長：36.23 m
- 全幅：34.29 m
- 全高：9.02 m
- 翼面積：146.7 m2
- 自重：29,500 kg
- 最大離陸重量：58,000 kg

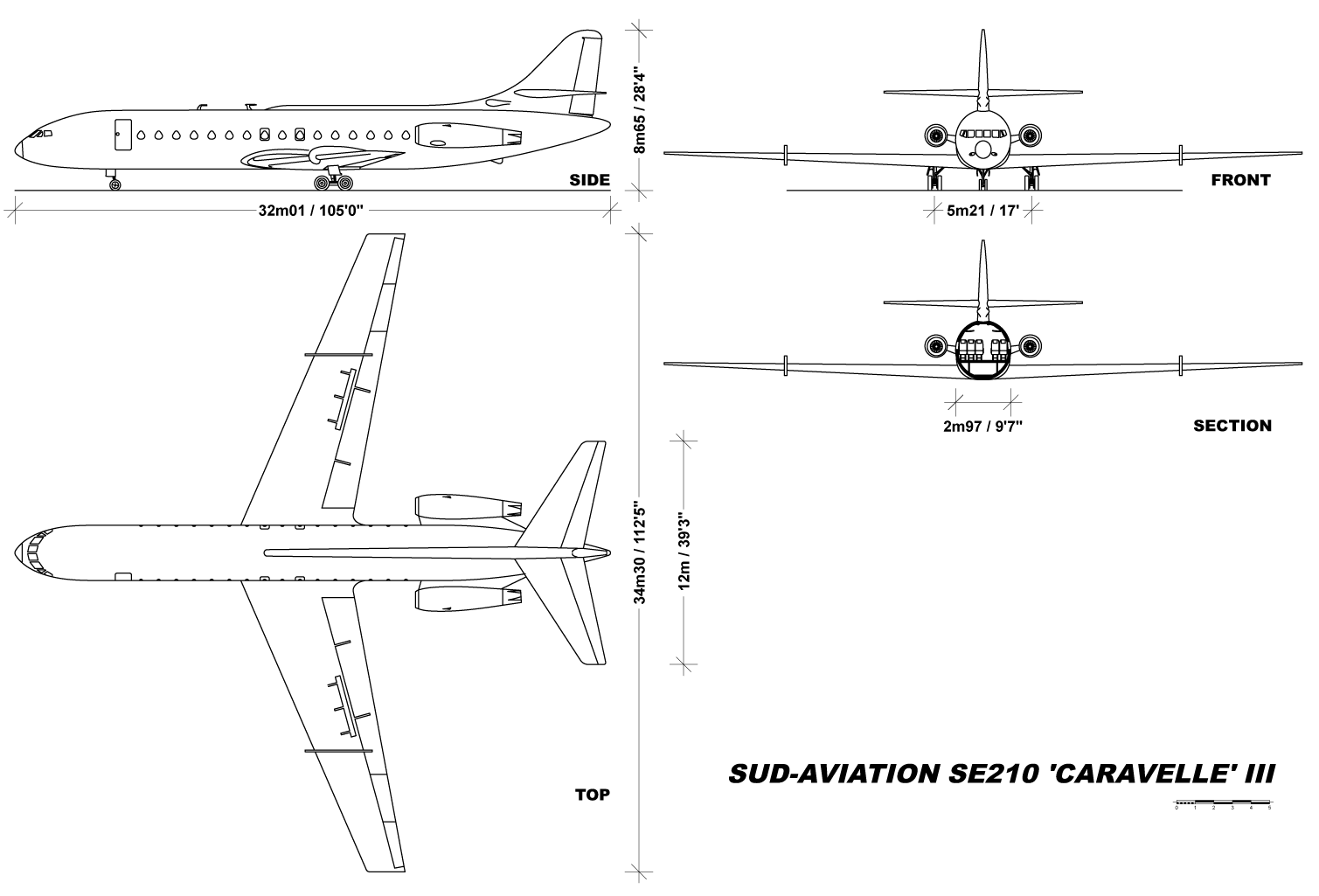
シュド・カラベル

- エンジン：プラット・アンド・ホイットニー JT8D-9 ターボファンエンジン（推力:6,577 kg）2基
- 最大巡航速度 825 km/h
- 航続距離：
  - ペイロード11,240 kgの場合：4,040 km
  - ペイロード13,200 kgの場合：3,465 km
- 最大座席数：140 席